# Passe d'Amogjar
La passe d'Amogjar, ou col d'Amojjar, est un col de montagne situé sur le plateau de l'Adrar, près d'Atar, en Mauritanie. Le col est une voie de communication importante, reliant la capitale de la Mauritanie, Nouakchott, à d'autres lieux importants comme Ouadane et Chinguetti.
Il y a peu de végétation au col, mis à part quelques acacias qui résistent à la sécheresse.
Près du col se trouvent l'abri sous roche néolithique de l’Agrour Amogjar et un fort construit à proximité de la piste de Chinguetti pour les besoins du tournage du film Fort Saganne.